# Hugh Rodman
Pour les articles homonymes, voir Rodman.
Hugh Rodman (né le 6 janvier 1859 à Frankfort, Kentucky et décédé le 7 juin 1940 à Bethesda, Maryland) est un amiral américain qui a participé à la Première Guerre mondiale.

## Biographie
Rodman est né à Frankfort, dans le Kentucky. Il est diplômé de Académie navale d'Annapolis en 1880. En 1891, il passe quatre années au service d'enquête sur les côtes de l'Alaska et de la Colombie-Britannique. Durant la Guerre hispano-américaine, il sert à Raleigh et participe à la Bataille de la baie de Manille. En 1899, il participe à des explorations scientifiques dans le Pacifique sous la direction d'Alexander Agassiz.
En 1900, il retourne en Alaska pour enquêter sur le travail des pêcheries. En 1909, il retourne en Extrême-Orient pour servir comme capitaine aux Philippines.
En 1911, il prend le commandement du Connecticut (BB-18), un navire amiral de la Flotte de l'Atlantique et en 1912 du Delaware (BB-28). Il est promu au grade de contre-amiral en 1917, il dirige la 9e Division de Cuirassés de la flotte de l'Atlantique durant la Première Guerre mondiale, il a conduit des opérations en mer du Nord. De retour aux États-Unis après l'armistice, il sert dans la flotte de l'Atlantique jusqu'en Juillet 1919.
Il devient commandant en chef de la Flotte du Pacifique en 1921. En 1923, il est transféré à la liste des retraités. En 1937, il a représenté l'US Navy lors des cérémonies de couronnement du roi George VI à Londres. Il est mort à Bethesda, dans le Maryland et est enterré au cimetière national d'Arlington.